# Black Panther: Wakanda Forever – Music from and Inspired By
Black Panther: Wakanda Forever – Music from and Inspired By ist ein Album für den Film Black Panther: Wakanda Forever von Ryan Coogler, das neben den im Film verwendeten Songs auch von diesem inspirierte Musikstücke enthält. Das Album wurde am 4. November 2022 und damit eine Woche vor dem US-Kinostart des Films veröffentlicht.

## Entstehung

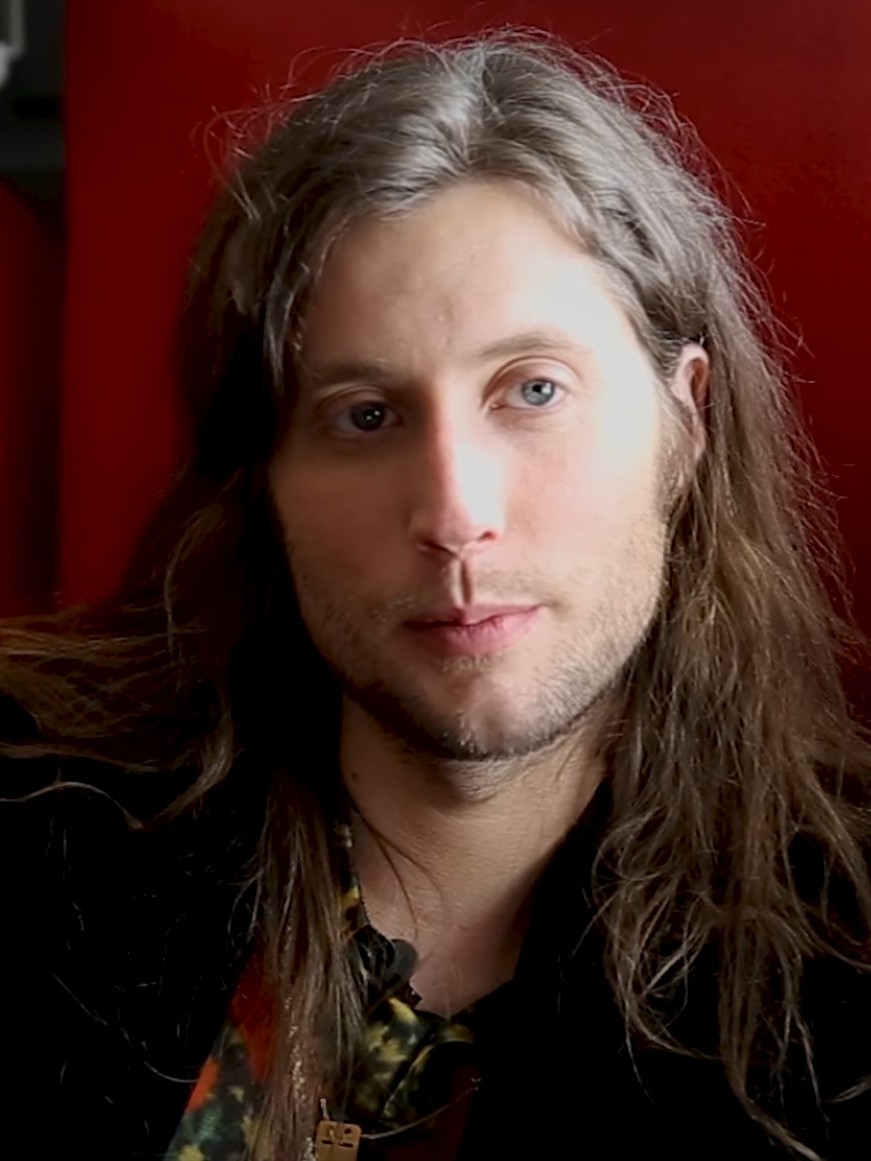
Ludwig Göransson komponierte die Filmmusik für Wakanda Forever

Die Musik für den Film Black Panther: Wakanda Forever von Ryan Coogler, der am 11. November 2022 in die US-amerikanischen Kinos kommen soll, wurde von dem schwedischen Oscar-Preisträger Ludwig Göransson komponiert.
Im Film, der Fortsetzung zu Black Panther aus dem Jahr 2018, befindet sich das Königreich Wakanda nach dem Tod seines Königs T’Challa in Trauer. Weil er in Wien vor den Vereinten Nationen versprochen hatte, die Technologien und Ressourcen seines Landes zum Wohl der ganzen Menschheit einzusetzen und das afro-futuristische Königreich so gegenüber der Welt zu öffnen, kommt es zu Spannungen mit anderen Nationen, allen voran mit dem Königreich Talocan. Dessen König Namor gerät durch die Öffnung und deren Auswirkungen in einen Streit mit Wakanda. Auch sein Volk nutzt Vibranium, um sich unter Wasser zu verstecken, ähnlich wie es Wakanda immer getan hat. Er plant, die Königreiche Wakanda und Talocan zu vereinen, um gegen den Rest der Welt in den Krieg zu ziehen.
Weil Namor und dessen Unterwasserzivilisation Talocan sowohl in der nigerianischen Kultur, als auch in Mesoamerika verwurzelt ist, hatte sich Göransson daran gemacht, verlorene Maya-Musik wiederzuentdecken. Während einer Reise nach Mexiko, wo er mit Musikarchäologen zusammenarbeitete, die sich auf die Nachahmung von Maya-Musik spezialisiert haben, traf er sich auch mit verschiedenen, zeitgenössischen mexikanischen Künstlern, Rappern und Sängern und schrieb mit ihnen gemeinsam Songs für den Film, die auch auf dem Album enthalten sind. Der Komponist veranstaltete auch Aufnahmesessions im nigerianischen Lagos. Hierbei entstanden Coverversionen der Songs No Woman, No Cry von Tems, Coming Back For You von Fireboy DML und Anya Mmiri von dem nigerianischen Singer-Songwriter CKay feat. PinkPantheress. Einer der größten Unterschiede zur üblichen Arbeit habe darin bestanden, dass sie versuchten, ein völlig einzigartiges, immersives Klangerlebnis zu schaffen, so Göransson. Alles in allem arbeitete der Komponist mehr als ein Jahr an der Filmmusik, beteiligte dabei nach eigenen Aussagen rund 250 Musiker und Sänger, darunter ein 80-köpfiges Londoner Orchester und Chöre in London und Los Angeles, bei denen sich einer auf mesoamerikanische Musik spezialisiert hat.
Für das erste veröffentlichte Album mit dem Titel „Black Panther: Wakanda Forever – Music from and Inspired By“ steuerten des Weiteren die R&B- und Pop-Sängerin Rihanna, OG DAYV feat. Future und der Rapper E-40 Songs bei. Für La Vida (span. für „Das Leben“) arbeitete E-40 mit Snow Tha Product zusammen. Der Song wird auf Spanisch und Englisch gesungen und gerappt und verspricht „Todo va a estar bien“ („Alles wird gut“). Variety beschreibt das Stück, das Mariachi-Akkorde mit Hip-Hop-Rhythmen verbindet, als einen der unbeschwerteren Tracks des Albums. Der Britisch-ghanaische Rapper Stormzy steuerte Interlude bei. Der mit einem Grammy ausgezeichnete nigerianische Künstler Burna Boy bittet in dem Song Alone „Wenn meine ganze Welt in Flammen steht, lass mich nicht allein“.

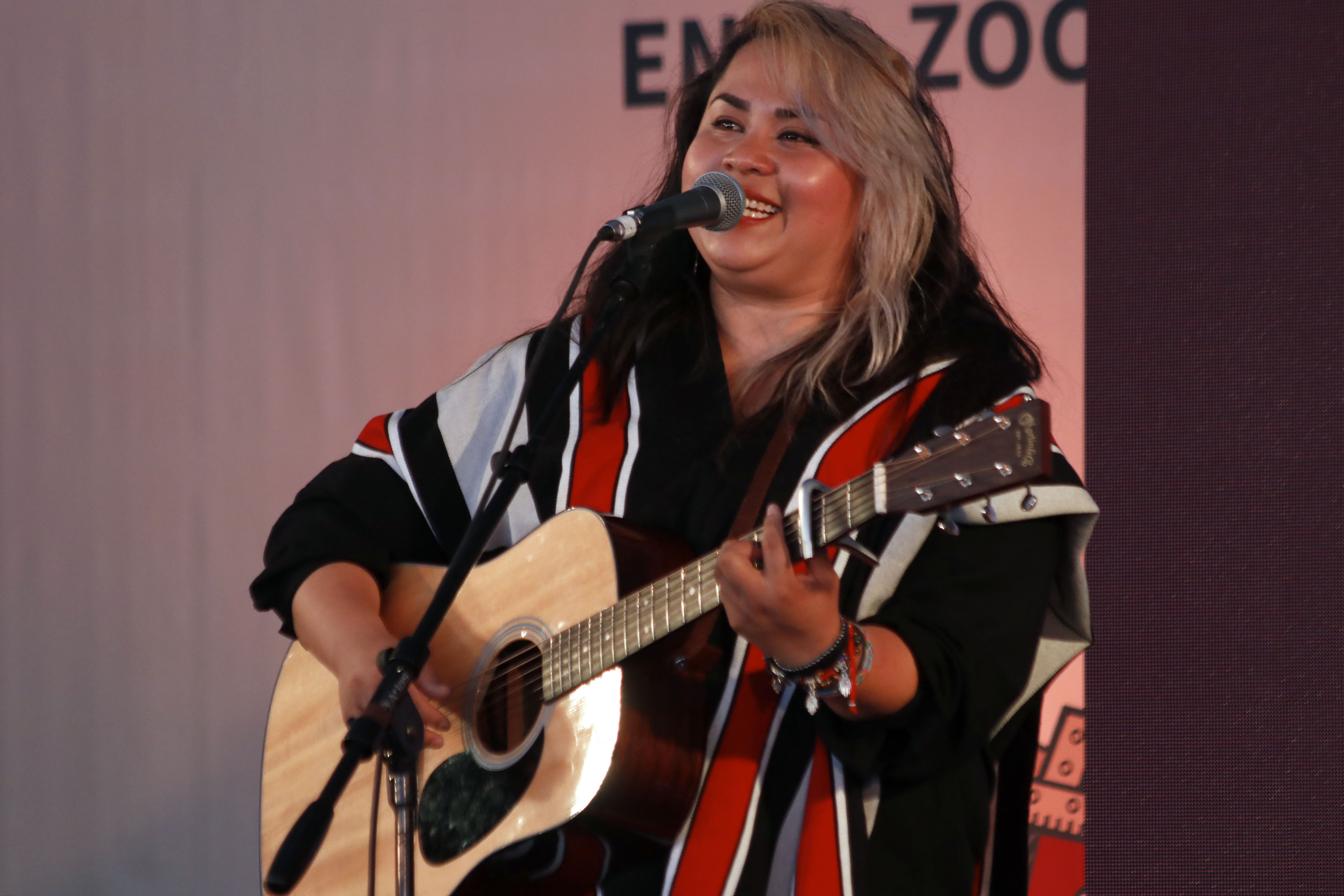
Die mexikanische Singer-Songwriterin Vivir Quintana schrieb Árboles Bajo El Mar

Das Lied Árboles Bajo El Mar schrieb Göransson gemeinsam mit der mexikanischen Singer-Songwriterin Vivir Quintana und der Autorin Mare Advertencia. Das von einem mexikanischen Chor begleitete Lied wird im Film beim Erzählen der Lebensgeschichte von Namor verwendet, dessen Mutter sich ins Meer zurückziehen musste, um einem brutalen Angriff auf Talocan zu entkommen. Von dem US-Rapper Tobe Nwigw und seiner Frau Fat Nwigwe stammt der Song They Want It, But No. Der Song Con La Brisa wird von der Mexikanerin Foudeqush gesungen und im Film verwendet, als Prinzessin Shuri von Namor auf eine Tour durch Talocan mitgenommen wird. In dem traditionellen mexikanischen Lied No Digas Mi Nombre („Sag nicht meinen Namen“) gegen Ende des Albums, das Foudeqush und die Gruppe Calle x Vida  beisteuerten, geht es darum, sein „Land zu verteidigen“. Der Song Laayli’ kuxa’ano’one, der von dem Maya-Rappern Pat Boy gemeinsam mit Yaalen K'uj und All Mayan Winik eingesungen wurde, ist im Abspann des Films nach Lift Me Up zu hören. Dieser Song ist komplett auf Mayan. Der Titel selbst ist Xhosa und bedeutet „wenn du alleine bist, Laayli“.

## Veröffentlichung
Das Album wurde am 4. November 2022 von Def Jam Recordings und Hollywood Records veröffentlicht. Bereits Ende Juli 2022 wurden drei Musikstücke im EP veröffentlicht. Ebenfalls im Juli 2022 wurde ein erster Trailer für den Film vorgestellt, der mit Tems’ Version von No Woman, No Cry unterlegt war. Der Song mit dem Titel Lift Me Up, den Rihanna gemeinsam mit der nigerianischen Singer-Songwriterin Tems, Filmkomponist Ludwig Göransson und Regisseur Ryan Coogler schrieb, wurde am 28. Oktober 2022 als Download veröffentlicht. Ein weiteres Album mit Göranssons Filmmusik und einigen weiteren Songs wurde am 11. November 2022 veröffentlicht, ebenso Rihannas zweiter, ebenfalls auf dem Album als Bonustrack enthaltener Song Born Again, der während des Abspanns des Films gespielt wird und den die Sängerin gemeinsam mit The-Dream, James Fauntleroy und Göransson schrieb.

## Titelliste
1. Lift Me Up – Rihanna (3:16)

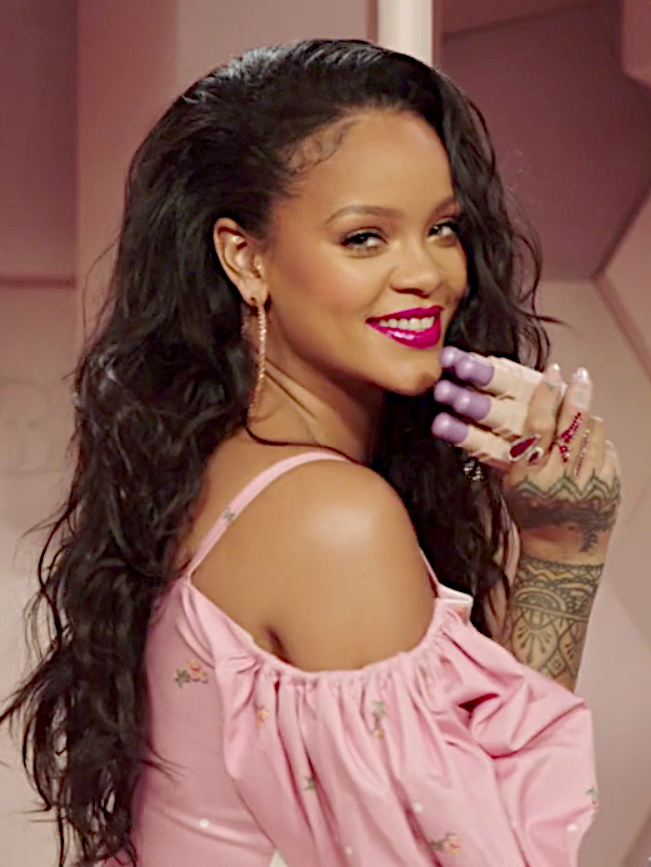
Rihanna singt Lift Me Up und Born Again

2. Love & Loyalty (Believe) – DBN Gogo, Sino Msolo, Kamo Mphela, Young Stunna und Busiswa (6:20)
3. Alone – Burna Boy (3:41)
4. No Woman, No Cry – Tems (3:33)
5. Árboles Bajo El Mar – Vivir Quintana und Mare Advertencia (4:21)
6. Con La Brisa – Foudeqush und Ludwig Göransson (2:47)
7. La Vida – Snow Tha Product featuring E-40 (2:37)
8. Interlude – Stormzy (2:18)
9. Coming Back For You – Fireboy DML (2:56)
10. They Want It, But No – Tobe Nwigwe und Fat Nwigwe (2:37)
11. Laayli’ kuxa’ano’one – ADN Maya Colectivo: Pat Boy, Yaalen K’uj und All Mayan Winik (3:44)
12. Limoncello – OG DAYV featuring Future (2:34)
13. Anya Mmiri – CKay featuring PinkPantheress (3:08)
14. Wake Up – Bloody Civilian featuring Rema (2:42)
15. Pantera – Alemán featuring Rema (2:49)
16. Jele – DBN Gogo, Sino Msolo, Kamo Mphela, Young Stunna und Busiswa (3:49)
17. Inframundo – Blue Rojo (3:11)
18. No Digas Mi Nombre – calle x vida und Foudeqush (3:42)
19. Mi Pueblo – Guadalupe de Jesús Chan Poot (2:40)
20. Born Again – Rihanna (Bonustrack)

## Rezeption
Rate Your Music ermittelt eine Durchschnittsbewertung des Albums von 2.71 von 5 Punkten.

## Charterfolge

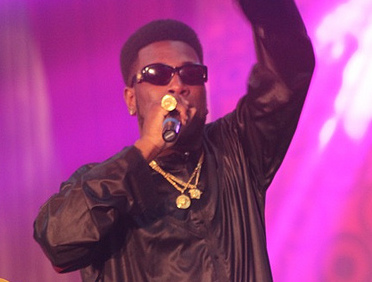
Der Afrobeat-Musiker Burna Boy steuerte Alone bei

Rihannas auf dem Album enthaltener Song Lift Me Up stieg am 11. November 2022 auf Platz 2 in die Billboard Hot 100 ein. Das Album selbst stieg am gleichen Tag in UK auf Platz 48 in die Official Soundtrack Albums Chart Top 50 ein und auf Platz 30 in die Official Compilations Chart Top 100. Ebenso stieg es auf Platz 16 in die Billboard Soundtrack Charts ein. Eine Woche später stiegen Alone von Burna Boy auf Platz 32 und Con La Brisa von Foudeqush auf Platz 75 in UK in die Official Singles Chart Top 100 ein. Das Album selbst stieg an diesem Tag auf Platz 62 in die Billboard 200 ein.

## Auszeichnungen
Lift Me Up wurde im Rahmen der Oscarverleihung 2023 als Bester Song nominiert. Ebenso erhielt der Song eine Nominierung bei den Golden Globe Awards 2023 und bei den Grammy Awards 2024.
BET Awards 2023
- Nominierung für den Her Award (Lift Me Up, Ludwig Göransson und Rihanna)

Billboard Music Awards 2023
- Nominierung als Bester Soundtrack

Golden Globe Awards 2023
- Nominierung als Bester Filmsong (Lift Me Up, Tems, Ludwig Göransson, Rihanna and Ryan Coogler)[25]

Grammy Awards 2024
- Nominierung als Bester zusammengestellter Soundtrack für visuelle Medien
- Nominierung als Best Song Written For Visual Media (Lift Me Up, Ryan Coogler, Ludwig Göransson, Robyn Fenty, Temilade Openiyi und Rihanna)

Hollywood Music In Media Awards 2022
- Nominierung in der Kategorie Original Song – Feature Film (Lift Me Up, Tems, Rihanna, Ludwig Göransson und Ryan Coogler)
- Nominierung in der Kategorie Original Score – Sci-Fi Film (Ludwig Göransson)
- Nominierung als Bester Trailer-Song (No Woman No Cry, Tems und Kendrick Lamar)[26]

Nickelodeon Kids’ Choice Awards 2023
- Nominierung als Favorite Song (Lift Me Up)[27]

Oscarverleihung 2023
- Nominierung als Bester Song (Lift Me Up)

Satellite Awards 2022
- Nominierung als Bester Filmsong (Lift Me Up)[28]